# Bob Marley & the Wailers
Bob Marley and the Wailers è il gruppo musicale reggae creato da Bob Marley nel 1974, dopo che Peter Tosh e Bunny Wailer avevano lasciato il precedente gruppo, già chiamato The Wailers. I fratelli Carlton e Aston Barrett, che si erano uniti ai Wailers quattro anni prima (rispettivamente alla batteria e al basso), scelsero di rimanere con Marley. I due fratelli avevano suonato precedentemente con i Wailers mentre ancora facevano parte della band in studio di Lee "Scratch" Perry, The Upsetters.
La formazione di Bob Marley & The Wailers consisteva dunque dello stesso Marley come chitarrista, compositore e cantante, della Wailers Band come band di supporto, e delle I Threes come gruppo corale. In particolare, la Wailers Band era composta, oltre che dalla sezione ritmica dei fratelli Barrett, da Junior Marvin e Al Anderson alle chitarre, da Tyrone Downie e Earl "Wya" Lindo alle tastiere e da Alvin "Seeco" Patterson alle percussioni. Il gruppo vocale delle I Threes invece era formato da Judy Mowatt, Marcia Griffiths e Rita Marley, moglie di Bob.
A volte, in genere per scopi di marketing, le registrazioni sono indiscriminatamente attribuite a Bob Marley, a The Wailers, o a Bob Marley & the Wailers.